# Juxia
Juxia sharamurenense (Hoàng Học Thi (黄学诗), Đồng Vĩnh Sinh (童永生), Vương Cảnh Văn (王景文) và ctv., 1998) là danh pháp khoa học của một loài đã tuyệt chủng thuộc phân họ Indricotheriinae của họ Hyracodontidae, một nhóm động vật trông tương tự như tê giác. Juxia có kích thước của một con ngựa. Nó từng sinh sống tại châu Á trong suốt thế Oligocen và thế Miocen. Nó có lông trên cổ.